# Anopheles labranchiae
Anopheles labranchiae este o specie de țânțari din genul Anopheles, descrisă de Falleroni în anul 1926. Conform Catalogue of Life specia Anopheles labranchiae nu are subspecii cunoscute.